# معركة أمكالة الثانية
معركة أمكالة الثانية وقعت في ليلة 14 إلى 15 من فبراير 1976 في واحة أمكالة بعد معركة أمكالة الأولى، دارت بين القوات المسلحة الملكية المغربية وجيش التحرير الشعبي الصحراوي الجناح العسكري للبوليزاريو بدعم مزعوم من فرق من القوات الخاصة الجزائرية.

## خلفية
تأتي هذه المعركة في أعقاب معركة أمكالة الأولى، التي وقعت بين الجيش الملكي المغربي والجيش الجزائري لأول مرة من 27 إلى 29 يناير 1976.

## المعركة

### الرواية المغربية
كانت معركة أمكالة الأولى سببا مباشرا لاندلاع معركة أمكالة الثانية بحيث قام الرئيس الجزائري هواري بومدين بارسال وحدات من القوات الخاصة الجزائرية(كوموندوس) للهجوم ليلا على كتيبة مغربية متمركزة في ضواحي أمكالة .

قامت الكتيبة المغربية المتمركزة بضواحي مدينة أمكالة بتدمير كامل فرق القوات الخاصة الجزائرية و أسر 250 فرد.
كما لعبت معركة
أمكالة الثانية دورا مباشرا في اندلاع معركة أمكالة الثالثة.

### الرواية الجزائرية
حسب موريس باربييه وأحمد بابا مسكه، فقد اندلع القتال ليلة 14 إلى 15 فبراير 1976 ، حيث هاجمت وحدات قوية القوات المغربية القليلة المتبقية في المدينة بعد استردادها. غادرت التعزيزات المغربية السمارة لكن قيل إنها وصلت بعد فوات الأوان.

## جدل حول وجود القوات الجزائرية
حسب المؤرخ المغربي عبد الحق المريني[استشهاد منقوص البيانات] وتصريحات الملك الحسن الثاني، فإن القوات الجزائرية شاركت بشكل مباشر في معركة أمكالة الثانية. لكن في ذلك الوقت، حكم صحفي في لوموند لصالح عقلانية النسخة الجزائرية بأن الهجوم نفذته البوليساريو فقط. وبحسب المحلل السياسي الفرنسي موريس باربييه، فإن العملية نُفذت من قبل البوليساريو وحدها دون مشاركة جنود جزائريين.
انذاك أثارت معركتا أمكالة مخاوف من مواجهة بين المغرب والجزائر، لكن هذا الاحتمال بدأ بالتلاشي تدريجياً في أبريل 1976.